# Poul Hartling
Poul Hartling, né le 14 août 1914 à Copenhague (Danemark) et mort le 30 avril 2000, est un ecclésiastique et un homme politique danois. Il est Premier ministre du Danemark de décembre 1973 à février 1975.

## Biographie
Il fait des études théologiques et devient vicaire à l'église de Frederiksberg en 1941. Il est ensuite chapelain à la Fondation Saint-Luc jusqu'en 1945 puis est nommé en 1950 principal de l'école Zahle de formation des institutrices de l'enseignement privé. Il est élu député en tant que membre du Parti social-libéral (RV) en 1957. En 1958, il dirige le groupe parlementaire du parti. De 1968 à 1971, il est ministre des Affaires étrangères dans le cabinet de Hilmar Baunsgaard. Il préside le Parti libéral en 1973 puis est nommé Premier ministre le 19 décembre 1973. Son gouvernement doit faire face à une crise économique et à la montée du chômage. Il appelle à de nouvelles élections législatives en janvier 1975 et démissionne quelques semaines plus tard le 13 février 1975. Il reste député jusqu'en 1977 puis est nommé l'année suivante haut commissaire des Nations Unies pour les réfugiés (UNHCR), poste qu'il conserve jusqu'en 1985. Il reçoit en 1981 le prix Nobel de la paix au nom de l'UNHCR. Son épouse Elizabeth est décédée en 2004 à 90 ans.

## Source
- Harris Lentz, Heads of states and governments since 1945, éd. Routledge 2013 p. 224